# Habrotrocha murrayi
Habrotrocha murrayi är en hjuldjursart som beskrevs av Bartoš 1951. Habrotrocha murrayi ingår i släktet Habrotrocha och familjen Habrotrochidae. Inga underarter finns listade i Catalogue of Life.